# Юлій Марин
Ю́лій Мари́н (лат. Julius Marinus) — батько римського імператора Філіппа I Араба та дід імператора Філіппа II.

## Життєпис
Юлій Марин був римським громадянином з сирійського міста, яке зараз зветься Шахба. Дослідники погоджуються, що він був впливовою людиною у своєму місті. Проте згідно «Епітоми про цезарів» Псевдо-Аврелія Віктора, батько імператора був відомим ватажком розбійників. Мав двох синів — Гая Юлія Пріска, префекта преторія та Марка Юлія Філіппа, більш відомого як римський імператор Філіпп I Араб. Вважається, що його сини отримали римське громадянство саме від батька. Після того як його син став імператором, Юлій Марин був обожнений. Дослідники підкреслювали на незвичність цього вчинку, бо він не був імператором, а простим громадянином. За рахунок обожнення свого батька, імператор Філіпп планував стати більш легітимним у очах своїх підданих. Храм на честь Юлія Марина був побудований у Філіпполі Арабському.